# Okres Piešťany
Der Okres Piešťany (deutsch Bezirk Pistyan) ist ein Verwaltungsgebiet im Westen der Slowakei mit 63.964 Einwohnern (2004) und einer Fläche von 381 km².
Der Bezirk liegt im Waagtal eingeschlossen zwischen dem Inowetz und den nördlichen Kleinen Karpaten. Im Norden grenzt es an die Bezirke Myjava und Nové Mesto nad Váhom im Trenčiansky kraj, im Osten an den Bezirk Topoľčany im Nitriansky kraj sowie im Süden an den Bezirk Hlohovec und im Westen an den Bezirk Trnava.
Historisch gesehen liegt der Bezirk vollständig im ehemaligen Komitat Neutra (siehe auch Liste der historischen Komitate Ungarns).

## Bevölkerung
| Jahr                | 1994   | 2004    | 2014    | 2024    |
| ------------------- | ------ | ------- | ------- | ------- |
| Anzahl der Personen | 64.048 | 63.964  | 63.168  | 61.773  |
| Unterschied         |        | −0,13 % | −1,24 % | −2,20 % |

| Jahr                | 2023   | 2024    |
| ------------------- | ------ | ------- |
| Anzahl der Personen | 62.015 | 61.773  |
| Unterschied         |        | −0,39 % |

## Städte
- Piešťany
- Vrbové

## Gemeinden
| - Banka - Bašovce - Borovce (Borowitz) - Dolný Lopašov - Drahovce (Drachowetz) - Dubovany (Dubowan) - Ducové (Dutzo) - Hubina - Chtelnica (Tellnitz) | - Kočín-Lančár - Krakovany - Moravany nad Váhom - Nižná - Ostrov (Ostrowe) - Pečeňady - Prašník - Rakovice - Ratnovce | - Sokolovce (Sockolowetz) - Šípkové - Šterusy - Trebatice (Trebatitz) - Veľké Kostoľany (Großkostolan) - Veľké Orvište (Großorwische) - Veselé |

Das Bezirksamt ist in Piešťany.

## Kultur
In dem Artikel Denkmalgeschützte Objekte im Okres Piešťany findet man Informationen über die vom slowakischen Denkmalamt geschützten Objekte im Okres.